# Masis Voskanyan
Masis Voskanyan (in armeno Մասիս Ոսկանյան?; Abovyan, 11 luglio 1990) è un calciatore armeno, centrocampista dell'Template:Calcio SK Roeselare.

## Carriera

### Club
Conta 13 presenze nella prima divisione armena.

### Nazionale
Nel 2012 ha giocato due amichevoli con la nazionale armena.